# Viggo Sandvik
Viggo Sandvik (17 april 1951) is een Noors muzikant, cabaretier, film-, en musicalacteur. In de jaren 70 was hij trompettist bij de Noorse band Howards, waarmee hij de langspeelplaat La oss leve livet her uitbracht. Ook was Sandvik trompettist bij de Noorse band Bruno, maar bracht bij die band geen platen uit. Een lied van hen verscheen echter wel in het televisieprogramma Blanda drops. Sandvik is echter het bekendst als leadzanger van de band Vazelina Bilophoøggers, waarbij hij 25 jaar, van 1981 tot 2006, zong. Sandvik bracht met deze band vijftien platen uit. Ook bracht hij in de jaren 80 zelf twee albums en een aantal singles uit. Sandvik acteerde ook in enkele films en televisieseries, waaronder in 1994 een belangrijke rol in de film Over stork og stein en de rol van Sylfest Haugli in de televisieserie Lilyhammer. In die laatste serie speelde hij in de drie afleveringen Reality check, Milwall-baksteen en Spoken uit het verleden.

## Discografie

### Howards
- La oss leve livet her (1974)

### Vazelina Bilopphøggers
- Slitin i knea (1981)
- Blå lys (1982)
- På tur (1983)
- Fem fyrer med ved (1984)
- 5 års jubileum (1985)
- Musikk tel arbe (1986)
- Gå for gull! (1987)
- Tempo (1989)
- Full behandling (1990)
- 11 år uten kvinnfolk (1992)
- Rock-A-Doodle (1994)
- Gammel Oppland (1994)
- Hææærli' på toppen ta væla (1996)
- Hjulkalender (2000)
- Bedre hell' all medisin! (2005)

### Zelf
- Æille har et syskenbån på Gjøvik (1983)
- Fisking i Valdres (1988)